# Fremantle
Fremantle je grad i luka u Australiji, koji se nalazi 19 km (12 milja) jugozapadno od Pertha, glavnog grada Zapadne Australije. Grad je smješten na ušću rijeke Swan na australskoj zapadnoj obali. Osnovali su ga 1829. engleski kolonisti koji su osnovali koloniju Swan River Colony. Fremantle ima 25.000 stanovnika. 
Grad je dobio ime po kapetanu Charlesu Howeu Fremantleu, engleskom mornaričkom časniku. Noongar stanovništvo (Aboridžini) su bili naseljeni u tom području. Noongar su taj geografski prostor zvali "Walyalup".
Fremantle leži na nizu vapnenačkih brežuljaka koji Noongar zovu Booyeembara. Vegetacija je uglavnom Xanthorrhoea i stabla eukaliptusa. U gradu postoji dobro očuvana zgrada iz 19. stoljeća[Koja zgrada?]. 

## Poveznice
- Australija

## Vanjske poveznice
- City of Fremantle  Arhivirana inačica izvorne stranice od 26. rujna 2011. (Wayback Machine)